# Синицыно (Владимирская область)
Синицыно — деревня в Судогодском районе Владимирской области России, входит в состав Мошокского сельского поселения.

## География
Деревня расположена в 12 км на северо-восток от центра поселения села Мошок и 35 км на восток от Судогды.

## История
Впервые деревня упоминается в окладных книгах Рязанской епархии за 1676 год в составе Замаричского прихода, в ней тогда было 16 дворов крестьянских.
В конце XIX — начале XX века деревня входила в состав Мошенской волости Судогодского уезда, с 1926 года — в составе Владимирского уезда. В 1859 году в деревне числилось 20 дворов, в 1905 году — 23 дворов, в 1926 году — 31 дворов.
С 1929 года деревня являлась центром Синицынского сельсовета Судогодского района, с 1940 года — в составе Радиловского сельсовета, с 1954 года — в составе Краснокустовского сельсовета, с 2005 года — в составе Мошокского сельского поселения.

## Население
| 1859 | 1905 | 1926 | 2002 |
| ---- | ---- | ---- | ---- |
| 142  | 160  | 139  | 18   |

| 1859 | 1905 | 1926 | 2002 | 2010 | 2021 |
| ---- | ---- | ---- | ---- | ---- | ---- |
| 142  | ↗160 | ↘139 | ↘18  | ↘10  | →10  |